# 沃帕科内塔
沃帕科内塔（Wapakoneta）是美国俄亥俄州奥格莱塞县的一个城市和县城，2010年人口普查时的人口为9,867人。 它是俄亥俄州沃帕科内塔小都市区的主要城市并被包括在内，属于俄亥俄州的莱马-范沃特-沃帕科内塔联合统计区。 社区由沃帕科内塔市学区提供服务。
这个城市是宇航员尼尔·阿姆斯特朗的出生地，他是第一个踏上月球的人。
沃帕科内塔是德国北莱茵-威斯特法伦州伦格里希的友好城市。